# Together with You
Together with You (He ni zai yi qi) è un film del 2002 diretto da Chen Kaige.